# Orzesznik owłosiony
Orzesznik owłosiony (Carya tomentosa (Poir.) Nutt.) – gatunek drzewa należącego do rodziny orzechowatych. Występuje naturalnie w Ameryce Północnej – od prowincji Ontario w Kanadzie po Teksas w Stanach Zjednoczonych. Według The Plant List jest to synonim Carya alba (L.) Nutt. ex Elliott .

## Morfologia

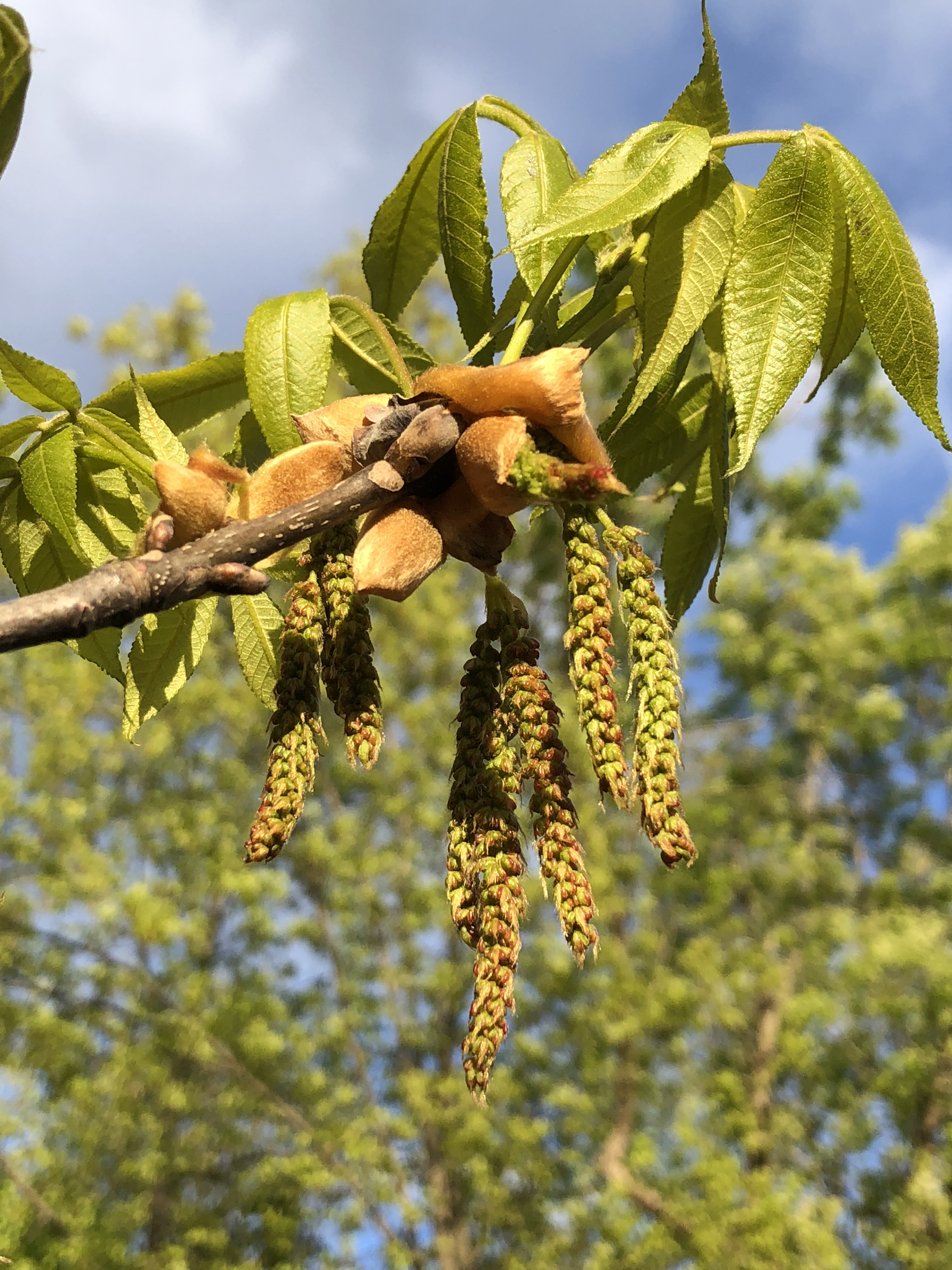
Kwiaty męskie

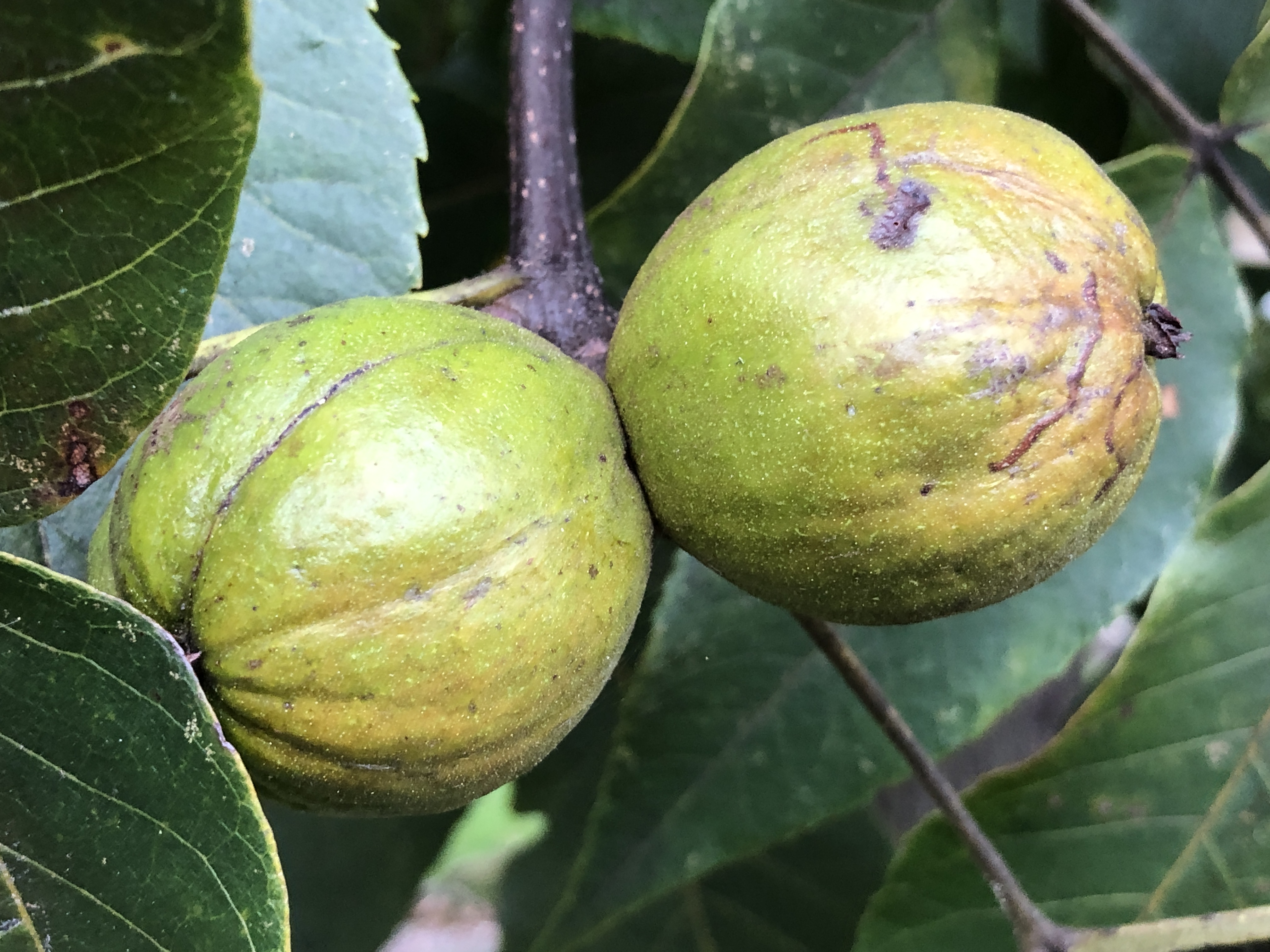
Owoce

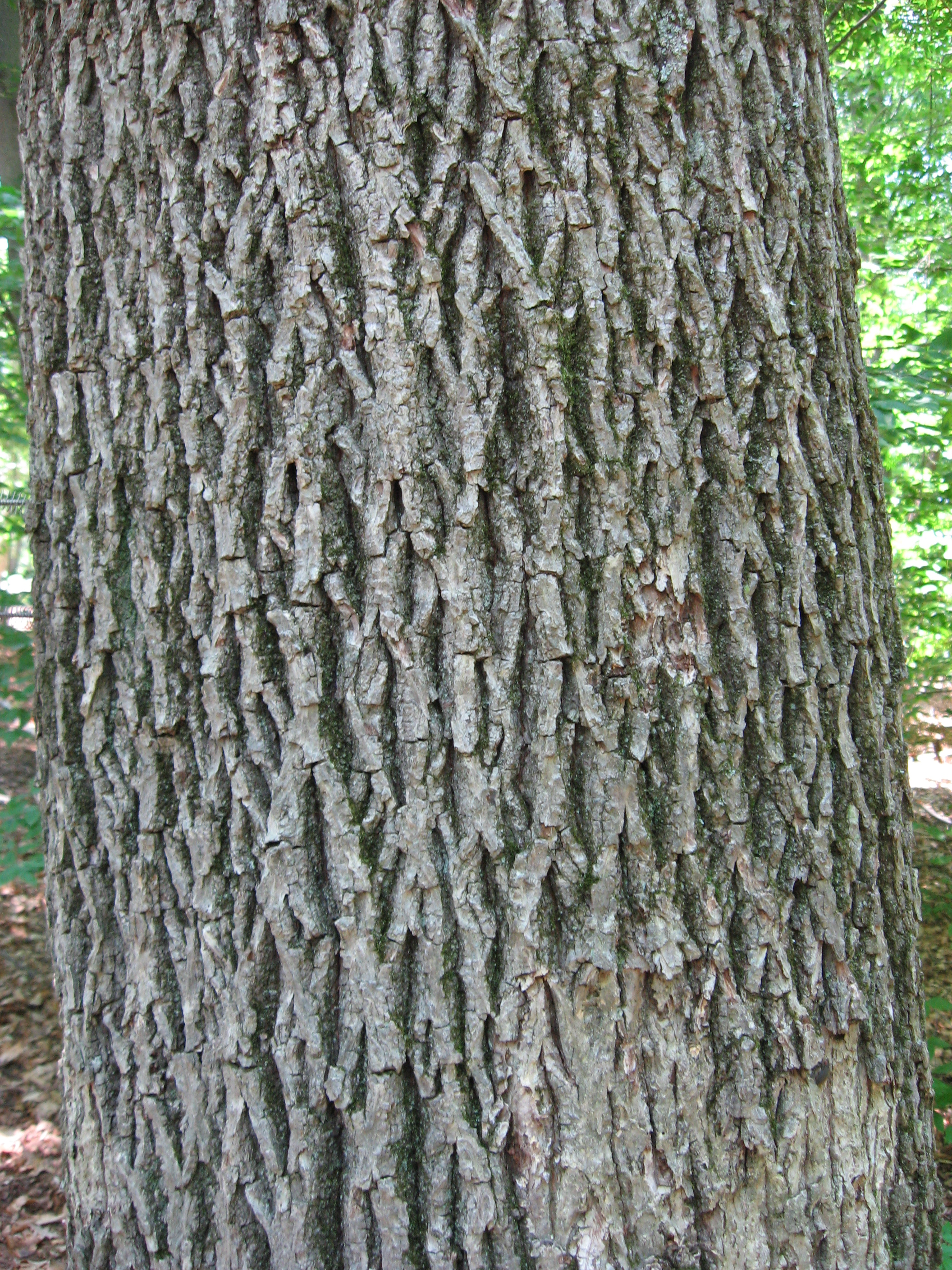
Kora

PokrójDrzewo dorastające do 27 m wysokości. Pokrój jest kopulasty. Posiada długi pień.
KoraKora ma barwę fioletowo-szarą. U młodego drzewa jest nieco spękana, natomiast u dorosłego okazu lekko postrzępiona.
PędyPędy są matowobrązowe. Posiadają krótkie i sztywne owłosienie. Rdzeń pędu jest okrągły.
PąkiPąk szczytowy jest duży i aksamitny. Ma około 20 mm grubości.
LiścieLiście nieparzystopierzaste składające się najczęściej z 7 (czasami z 9) listków. Z wierzchu są błyszczące i ciemnozielone. Wierzchołki nieco opadają ku dołowi. Listki są ogromne, grube, owłosione zarówno z wierzchu jak i od spodu. Mają zapach trawiasty. Ogonek liściowy jest sztywny i owłosiony na całej długości.
KwiatyZebrane w kotki.
OwoceMałe pestkowce o twardej i grubej skorupie. Są niejadalne.